# Buttdarm
Als Buttdarm oder Butte bezeichnet man in der Fleischverarbeitung den Blinddarm mit einem gleichlangen Anteil des Grimmdarms von Rind, Schaf und Schwein. Er wird als Wursthülle für Koch- und Brühwürste, selten auch für Rohwurst verwendet.